# Željko Matuš
Željko Matuš (Donja Stubica, 1935. augusztus 9. –) olimpiai bajnok és Európa-bajnoki ezüstérmes horvát labdarúgó.
A jugoszláv válogatott tagjaként részt vett az 1960. évi nyári olimpiai játékokon, az 1960-as Európa-bajnokságon és az 1962-es világbajnokságon.

## Sikerei, díjai
Dinamo Zagreb
- Jugoszláv bajnok (1): 1957–58
- Jugoszláv kupa (3): 1959–60, 1962–63, 1964–65

Jugoszlávia
- Olimpiai bajnok (1): 1960
- Európa-bajnoki ezüstérmes (1): 1960